# Arctosa sandeshkhaliensis
Arctosa sandeshkhaliensis là một loài nhện trong họ Lycosidae.
Loài này thuộc chi Arctosa. Arctosa sandeshkhaliensis được Majumder miêu tả năm 2004.